# Шерідан (Арканзас)
Шерідан (англ. Sheridan) — місто (англ. city) в США, в окрузі Грант штату Арканзас, адміністративний центр округу. Населення — 4920 осіб (2020).

## Географія
Шерідан розташований на висоті 84 метрів над рівнем моря за координатами 34°19′18″ пн. ш. 92°26′35″ зх. д. / 34.32167° пн. ш. 92.44306° зх. д. (34.321598, -92.443045).  За даними Бюро перепису населення США в 2010 році місто мало площу 31,45 км², з яких 31,43 км² — суходіл та 0,01 км² — водойми.

## Демографія
Згідно з переписом 2010 року, у місті мешкали 4603 особи в 1814 домогосподарствах у складі 1238 родин. Густота населення становила 146 осіб/км².  Було 2007 помешкань (64/км²). 
Расовий склад населення:
| - 95,0 % — білих - 1,6 % — чорних або афроамериканців - 0,5 % — азіатів - 0,4 % — корінних американців - 1,3 % — осіб інших рас |

До двох чи більше рас належало 1,2 %. Іспаномовні складали 2,8 % від усіх жителів.
За віковим діапазоном населення розподілялося таким чином: 25,2 % — особи молодші 18 років, 59,7 % — особи у віці 18—64 років, 15,1 % — особи у віці 65 років та старші. Медіана віку мешканця становила 36,6 року. На 100 осіб жіночої статі у місті припадало 91,7 чоловіків;  на 100 жінок у віці від 18 років та старших — 88,1 чоловіків також старших 18 років.
Середній дохід на одне домашнє господарство  становив 65 650 доларів США (медіана — 45 966), а середній дохід на одну сім'ю — 76 846 доларів (медіана — 59 943). Медіана доходів становила 46 591 долар для чоловіків та 32 131 долар для жінок. За межею бідності перебувало 10,2 % осіб, у тому числі 13,7 % дітей у віці до 18 років та 9,4 % осіб у віці 65 років та старших.
Цивільне працевлаштоване населення становило 1916 осіб. Основні галузі зайнятості: освіта, охорона здоров'я та соціальна допомога — 24,9 %, роздрібна торгівля — 13,4 %, транспорт — 9,6 %, виробництво — 8,8 %.
За даними перепису населення 4000 в Шерідані проживало 3872 особи, 1050 сімей, налічувалося 1509 домашніх господарств і 1685 житлових будинків. Середня густота населення становила близько 379,6 людини на один квадратний кілометр. Расовий склад Шерідана за даними перепису розподілився таким чином: 97,34 % білих, 0,96 % — чорних або афроамериканців, 0,28 % — корінних американців, 0,15 % — азіатів, 0,05 % — вихідців з тихоокеанських островів, 0,65 % — представників змішаних рас, 0,57 % — інших народів. Іспаномовні склали 0,96 % від усіх жителів міста.
З 1509 домашніх господарств в 35,4 % — виховували дітей віком до 18 років, 56,4 % представляли собою подружні пари, які спільно проживали, в 10,4 % сімей жінки проживали без чоловіків, 30,4 % не мали сімей. 27,0 % від загального числа сімей на момент перепису жили самостійно, при цьому 10,9 % склали самотні літні люди у віці 65 років та старше. Середній розмір домашнього господарства склав 2,49 особи, а середній розмір родини — 3,02 особи.
Населення міста за віковим діапазоном за даними перепису 2000 року розподілилося таким чином: 26,3 % — жителі молодше 18 років, 8,6 % — між 18 і 24 роками, 30,6 % — від 25 до 44 років, 20,9 % — від 45 до 64 років і 13,6 % — у віці 65 років та старше. Середній вік мешканця склав 35 років. На кожні 100 жінок в Шерідані припадало 90,7 чоловіків, у віці від 18 років та старше — 91,0 чоловіків також старше 18 років.
Середній дохід на одне домашнє господарство в місті склав 37 207 доларів США, а середній дохід на одну сім'ю — 43 953 долара. При цьому чоловіки мали середній дохід в 32 216 доларів США на рік проти 22 891 долар середньорічного доходу у жінок. Дохід на душу населення в місті склав 19 184 долари на рік. 7,0 % від усього числа сімей в окрузі і 9,8 % від усієї чисельності населення перебувало на момент перепису населення за межею бідності, при цьому 11,3 % з них були молодші 18 років і 17,6 % — у віці 65 років та старше.